# Zambo

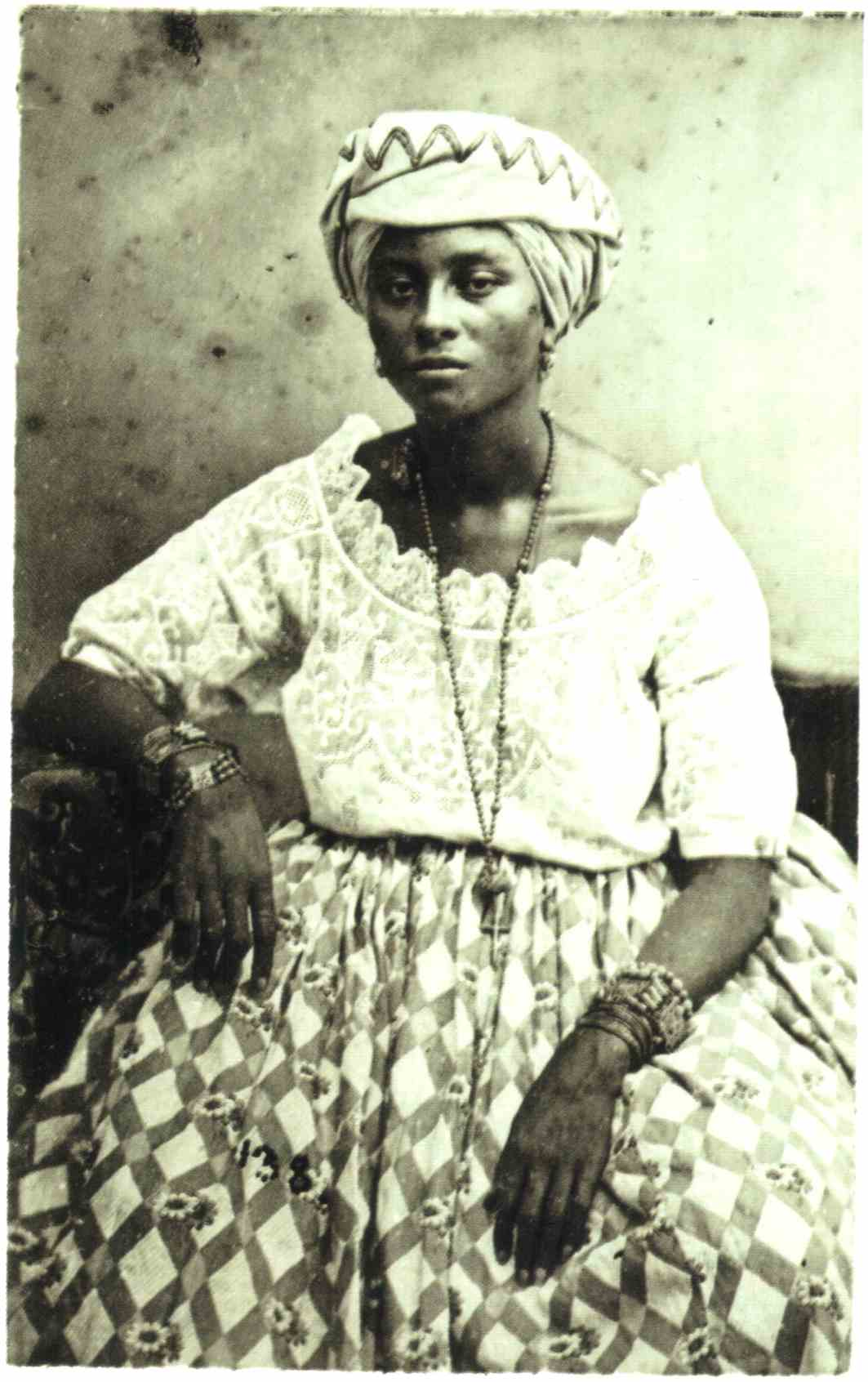
Alberto Henschel: Žena smíšeného afro-indiánského původu zambo, albuminový tisk, carte de visite, 9 x 5,6 cm, asi 1869

Zambo je termín španělského původu označující obyvatele Latinské Ameriky smíšeného afro-indiánského původu, tedy mísení černé a žluté rasy.
V kastovním systému koloniální Latinské Ameriky toto slovo původně označovalo pouze potomky ze svazku afrického a indiánského rodiče, popřípadě děti dvou zambů. K označení obyvatelstva s nerovným poměrem afrických a indiánských předků se užívalo mnoho specifických pojmů, např. cambujo (potomek zamba a indiánského rodiče). V současnosti pojem zambo označuje všechny obyvatele s výrazným podílem Afričanů a indiánů mezi předky.